# 日本大学歯学部・大学院歯学研究科
日本大学歯学部（にほんだいがくしがくぶ）は、歯学を教育・研究する大学の学部である。また 、歯学研究科（しがくけんきゅうか）は歯学の理論および応用を教育・研究する大学院の研究科である。

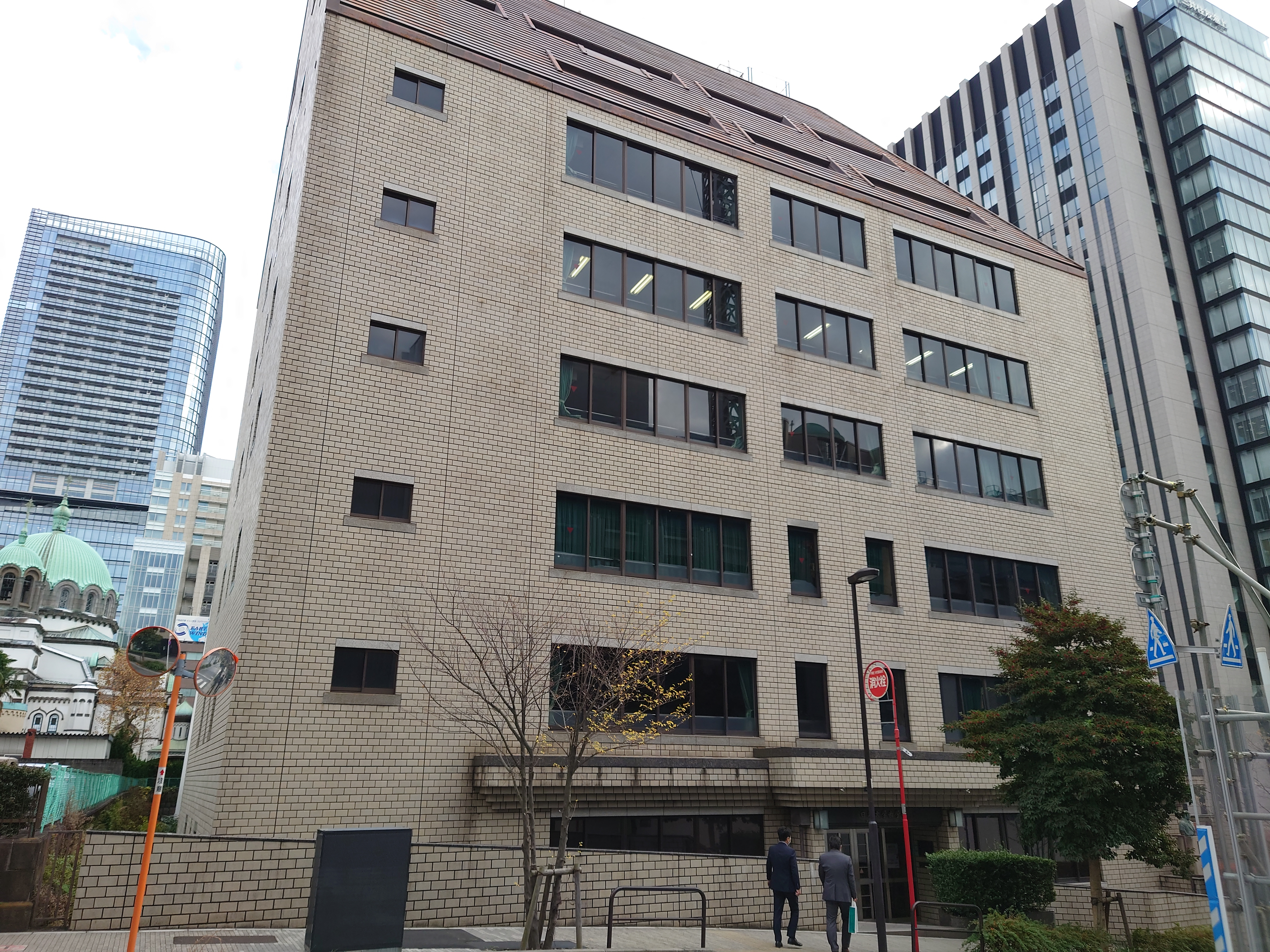
歯学部3号館

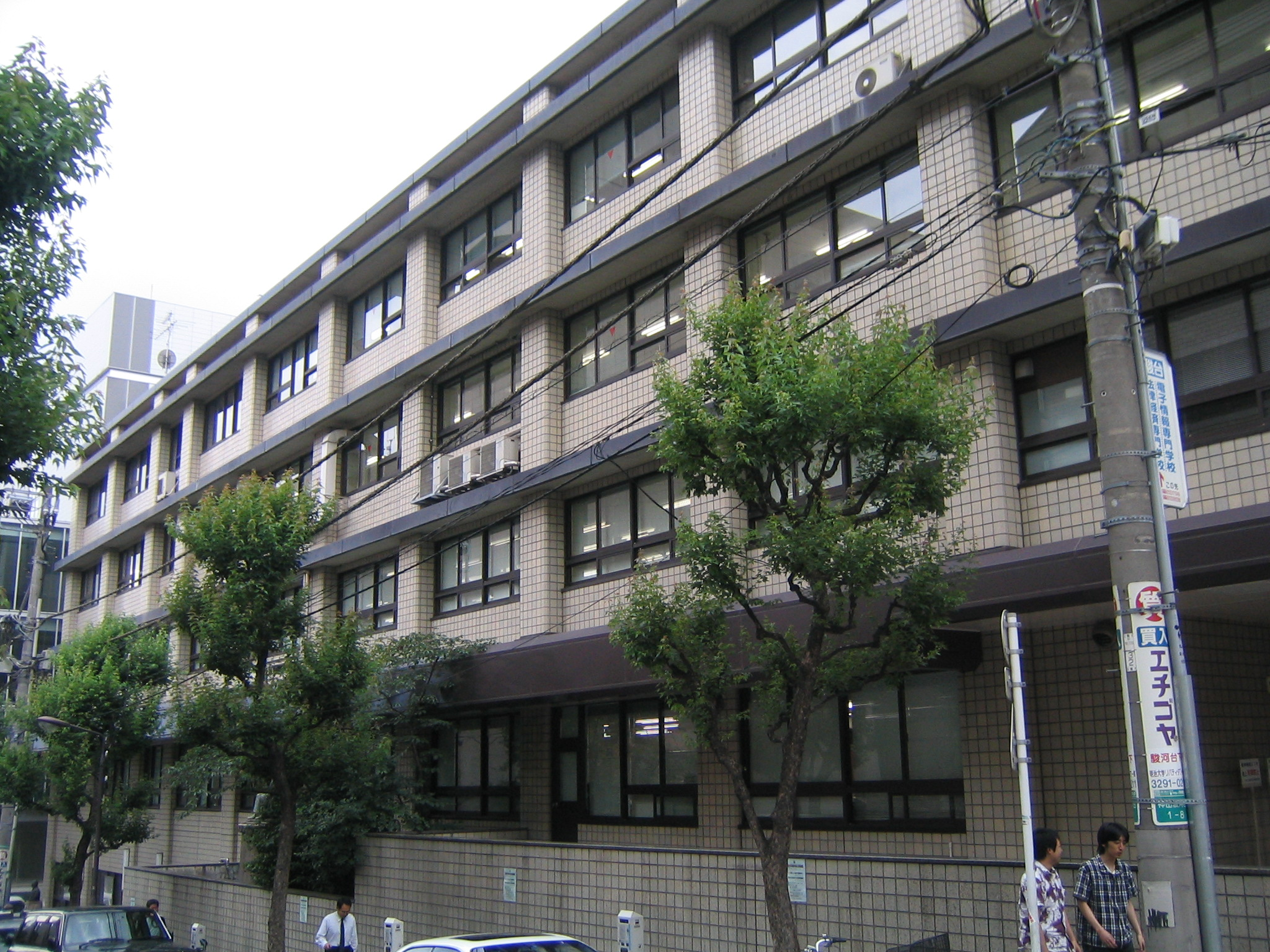
旧歯学部2号館。歯学部付属歯科病院が入居していた。

## 概要
1916年（大正5年）に佐藤運雄により、歯科医師の養成校として創立された東洋歯科医学校が前身である。同年4月に東京市日本橋区（現:東京都中央区）の東京医会内に創設され、1920年（大正9年）に専門学校令によって東洋歯科医学専門学校へ昇格。翌年、日本大学と合併し日本大学専門部歯科となった。日本大学歯学部の他にも、千葉県松戸市に日本大学松戸歯学部が設置されており、双方ともに付属の大学病院が開設されている。

## 教育および研究

### 学科
- 歯学科（6年制）

### 大学院
- 歯学研究科

### 研究
- 私立大学学術研究高度化推進事業
  - 学術フロンティア推進事業
    - 顎顔面口腔における難治性神経疾患研究の拠点形成
    - 顎口腔領域の構造・機能を基盤とした先端的歯科医学研究
- 私立大学戦略的研究基盤形成支援事業
  - 口腔感染を誘因とする難治性全身疾患発症機序の解明と疫学調査拠点形成
  - 細胞移植による口腔感覚機能回復を目指した基礎研究の拠点形成
- 二国間交流事業日本とカナダ保健・医学研究協力事業
- 国際協力イニシアティブ教育協力拠点形成事業

## 付属施設
- 本館
  - 歯学部付属歯科病院
- 3号館
- 4号館
- 体育施設
歯科体育施設は日本大学松戸歯学部と共同で使われている。1年次の体育科目で使われることもあり、クラブ活動でも使用されている[注 1]。
- 附属専修学校
  - 日本大学歯学部附属歯科技工専門学校
  - 日本大学歯学部附属歯科衛生専門学校

## 場所
- 所在地
  - 歯学部 - 東京都千代田区神田駿河台1-8-13
- 交通機関
  - JR中央線または丸ノ内線、御茶ノ水駅下車、徒歩2～5分。
  - 千代田線、新御茶ノ水駅下車、徒歩2分。

## 関係者
出身者
- 川崎勇 - 歯科医、元日本歯科医師会会長
- 大久保満男 - 歯科医、元日本歯科医師会会長
- 臼田貞夫 - 歯科医、元日本歯科医師会会長
- 齋藤毅 - 歯学者、元学術著作権協会代表理事、元日本歯科医学会会長、元日本医用歯科機器学会会長、元日本口腔インプラント学会副会長
- 布施孝尚 - 政治家、元宮城県登米市長
- 永井隆雄 - 歯科医、ジャズピアニスト
- 瀬上剛 - 歯科技工士、歯科技工専門学校卒業

その他